# Добролюбово
Добролюбово — село в Бикинском районе Хабаровского края в составе сельского поселения «Село Добролюбово».
Село Добролюбово основано семьями переселенцев Киевской и Черниговской губерний Украины в 1903 году.

## География
Дорога к селу Добролюбово идёт на север от Розенгартовки, расстояние около 7 км.
Расстояние до Бикина около 50 километров.
В одном километре восточнее Добролюбово проходит Транссиб, в 8 километрах западнее села по реке Уссури проходит российско-китайская граница.
На север от Добролюбово идёт дорога к населённым пунктам Вяземского района — селу Видное и железнодорожному посёлку Снарский.

## Население
| 1915 | 1992 | 2002 | 2010 | 2011 | 2012 | 2013 |
| ---- | ---- | ---- | ---- | ---- | ---- | ---- |
| 415  | ↘222 | ↘194 | ↘126 | →126 | ↘121 | ↘117 |
| 2014 | 2015 | 2016 | 2017 | 2018 | 2019 | 2020 |
| ↘116 | ↘115 | →115 | ↘113 | ↗115 | →115 | →115 |
| 2021 |      |      |      |      |      |      |
| ↘94  |      |      |      |      |      |      |